# Cormocephalus dentipes
Cormocephalus dentipes – gatunek parecznika z rzędu skolopendrokształtnych i rodziny skolopendrowatych.
Gatunek ten został opisany w 1891 roku przez Reginalda Innesa Pococka. Carl Attems umieścił go w podrodzaju nominatywnym Cormocephalus s. str.. Pocock oparł swój opis tego gatunku głównie na guzkowaniu ostatniej pary odnóży u dorosłego samca, pochodzącego z Bengalu. Jangi i Dass odkryli, że jest w istocie drugorzędowa cecha płciowa, niewystępująca u samic i niedojrzałych samców, w związku z czym dokonali redeskrypcji gatunku.
Parecznik orientalny, podawany z indyjskich stanów Andamany i Nikobary, Bihar, Delhi, Chhattisgarh, Himachal Pradesh, Meghalaya, Mizoram, Madhya Pradesh, Orisa,
Bengal Zachodni, Uttar Pradesh i Uttarakhand